# Ambroise Paré
Ambroise Paré (Bourg-Hersent, bij Laval, ca. 1510 - Parijs, 20 december 1590) was een Franse arts.
Hij geldt als een van de grootste chirurgen van de Renaissance; hij wordt beschouwd als een onafhankelijke en vernieuwende geest die een aantal geneeskundige behandelingen van die tijd veranderde. Zo was hij de eerste na Abu al-Qasim al-Zahravi die slagaders afbond bij amputaties, en oorlogswonden niet langer met kokende olie behandelde maar met een verzachtende zalf van eierdooiers, rozenolie en terpentijn. Dit gebeurde voor het eerst tijdens het beleg van Turijn in 1537, toen de olie op was. Hij was zelf verbaasd dat het resultaat van zijn uit nood geboren lapmiddeltje zo succesvol was: patiënten hadden minder pijn en herstelden beter en sneller. Hij publiceerde zijn bevindingen in de volkstaal en veranderde het aanzien van de chirurgie.
Op zijn dertiende begon hij aan de opleiding barbier-chirurgijn. Barbiers knipten in die tijd baarden, maar verbonden ook wonden en behandelden zweren.
Op 19-jarige leeftijd begon Ambroise Paré als barbier in het Hôtel-Dieu te Parijs. Toen hij daar ervaring had opgedaan, werd hij in 1537 militair barbier. In 1540 werd hij meester-barbier.
Ongeveer tien jaar later kende het college van Saint-Côme hem de titel toe van meester in chirurgie. Hierdoor verwierf hij academische erkenning en daarbij een hogere sociale status. Gedurende ongeveer 30 jaar bleef hij een gewone chirurg, daarna werd hij de eerste chirurg van vier Franse koningen: Hendrik II, Frans II, Karel IX en Hendrik III.
Ambroise Paré overleed op 80-jarige leeftijd.